# Ciuciulea
Ciuciulea es un pueblo moldavo del distrito de Glodeni. Se localiza en la parte occidental del país. 

## Demografía
Según el censo de 2014, Ciuciulea contaba con una población de 3080 habitantes, de los cuales 1483 eran hombres y 1597 mujeres. En cuanto a la composición étnica, una mayoría —el 97,5% de la población total— eran de origen moldavo, con minorías de rumanos (1,7%) y ucranianos (0,4%).

## Atracciones turísticas
Destaca la mansión de Leonardi-Buznea, que data de finales del siglo xix y principios del xx, rodeado por un parque. Estas mansiones pertenecieron a la nobleza de Besarabia.

## Personajes ilustres
- Valentina Cojocaru (1947-), artista de música popular.